# В'язниця Абу-Грейб

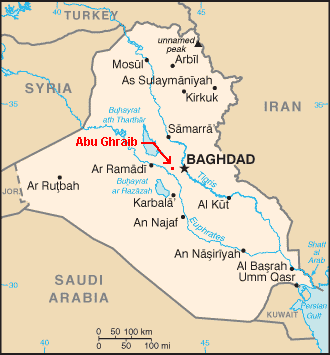
Місцезнаходження в'язниці

В'язниця Абу-Грейб (араб. أبو غريب) — тюремний комплекс в Іраку, розташований в місті Абу-Грейб за 32 км на захід від центральної частині Багдада.

## Історія
Під цією назвою в'язниця була відкрита у 1960 році, довгий час тут утримувалися і піддавалися тортурам та стратам політичні в'язні та опоненти режиму Саддама Хусейна. Після вторгнення США в Ірак, в'язниця була закрита восени 2002 року, однак вже 4 серпня 2003 року в'язниця почала використовуватися коаліційними силами як центр утримання під вартою в районі Багдада. У 2004 році стали відомі факти тортур та знущання над іракськими в'язнями з боку військових США, що призвело до скандалу у США та інших країнах. У 2006 році, після переведення ув'язнених, в'язниця перейшла під контроль іракської влади. У лютому 2009 року в'язниця знову відкрилася під новою назвою «Центральна в'язниця Багдаду».

## Злочини Збройних сил США у в'язниці Абу-Грейб
В кінці квітня 2004 року на каналі CBS в програмі 60 Minutes II був показаний сюжет про тортури і знущання над ув'язненими в'язниці Абу-Грейб групою американських солдатів. У сюжеті були показані фотографії, які кілька днів тому були опубліковані в журналі «The New Yorker». Це стало найгучнішим скандалом навколо присутності американців в Іраку.
На початку травня 2004 року керівництво Збройних сил США визнало, що деякі з методів тортур не відповідають Третій Женевській конвенції про поводження з військовополоненими і оголосило про готовність публічно вибачитися.

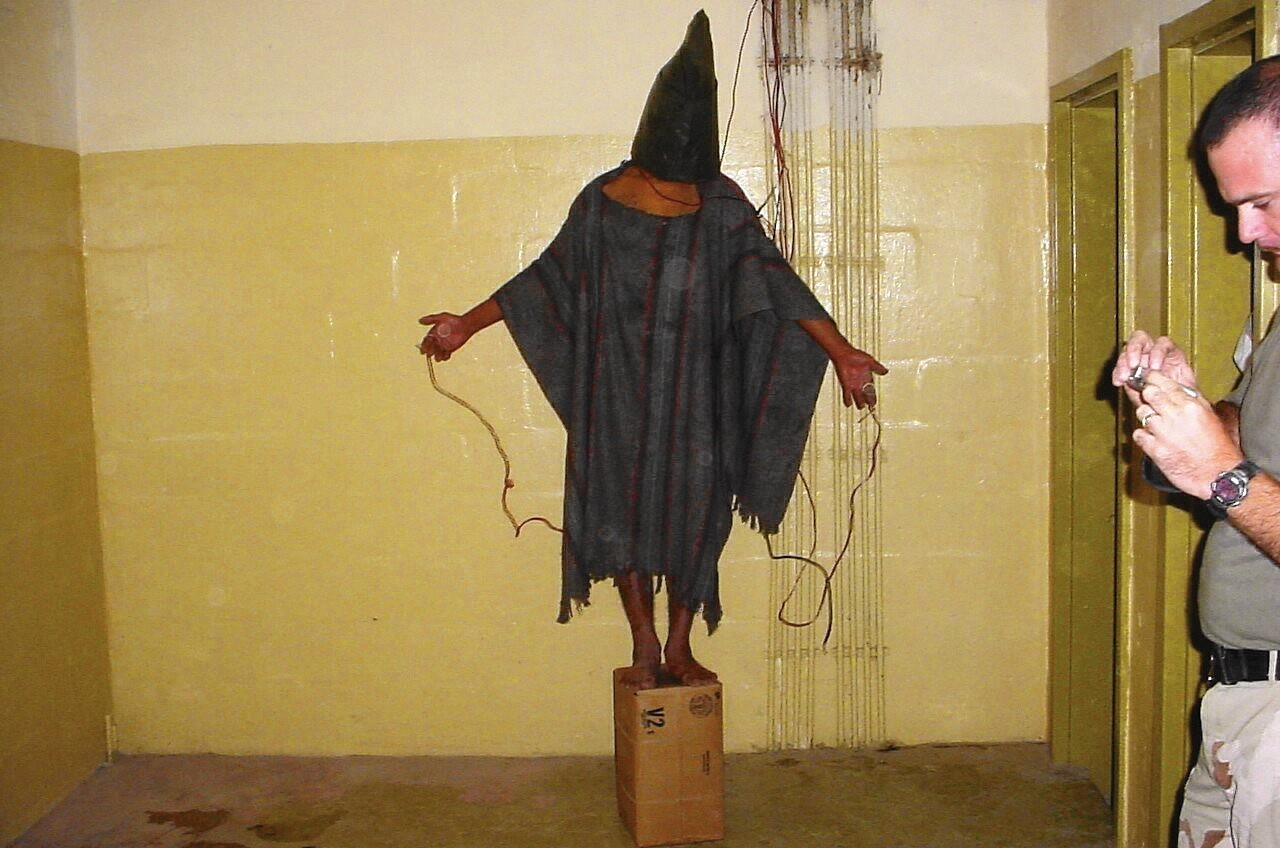
Одна з багатьох фотографій, що свідчить про військові злочини США у Іраці

Згідно зі свідченнями ряду ув'язнених, американські солдати ґвалтували їх, їздили на них верхи, примушували виловлювати їжу з тюремних туалетів. Зокрема, в'язні розповіли: «Вони змушували нас ходити накарачках, як собак, і гавкати. Ми повинні були гавкати, як собаки, а якщо ти не гавкав, то тебе били по обличчю без усякого жалю. Після цього вони нас кидали в камерах, забирали матраци, розливали на підлозі воду і змушували спати в цій рідині, не знімаючи капюшонів з голови. І постійно все це фотографували», «Один американець сказав, що зґвалтує мене. Він намалював жінку у мене на спині і змусив встати мене в ганебну позицію, тримати в руках власну мошонку».
12 військовослужбовців Збройних сил США були визнані винними за звинуваченнями, пов'язаними з інцидентами в тюрмі Абу-Грейб. Вони отримали різні терміни тюремного ув'язнення.
Провини в події високопоставлених співробітників Пентагону слідством встановлено не було.
Фотографії тортур на американських військових базах в Афганістані і Іраку були заборонені до публікації Урядом США, на підставі поправки до Закону про свободу інформації, яка забороняє публікацію, якщо це може поставити під загрозу чиєсь життя або безпеку (безпеку американських солдатів в Афганістані та Іраку ). Американська спілка захисту громадянських свобод (American Civil Liberties Union) зажадала публікації через суд, так як ці фотографії доводять, на думку Союзу, що ув'язнених катували не тільки в іракській в'язниці «Абу-Грейб».
У 2006 році суддя Елвін Геллерштейн (Alvin Hellerstein) зобов'язав Уряд США оприлюднити фотографії. У 2008 році Апеляційний суд другого округу США підтвердив законність рішення судді.